# Khalid al-Hajri
Khalid Khalifa Salim al-Hajri (arabisch خالد بن خليفة الهاجري, DMG Ḫālid b. Ḫalīfa al-Hāǧirī; * 10. März 1994 in Rustaq) ist ein omanischer Fußballspieler.

## Karriere

### Klub
Er begann seine Karriere in der Jugend des al-Mussanah Club, wo er seit 2007 spielte und wechselte zur Saison 2012/13 von der U19 in die erste Mannschaft. Zum Jahresanfang 2016 schloss er sich für ein Jahr dem Oman Club an. Mitte Januar 2017 bis Ende der Saison ging er leihweise zu al-Dhafra in die Vereinigten Arabischen Emirate. Nach Rückkehr zum Oman Club verblieb er dort bis zum Ende des Jahres und wechselte Anfang 2018 zu al-Suwaiq, wo er bis zum Ende der Spielzeit 2017/18 auflief. Dann spielte er für al-Nasr SCSC, bevor er Ende November 2020 zum Dhofar SCSC wechselte.

### Nationalmannschaft
Seinen ersten Einsatz für die omanische Nationalmannschaft hatte er am 28. März 2017 bei einem 14:0-Sieg über Bhutan während der Qualifikation für die Asienmeisterschaft 2019. Er wurde zur 63. Minute beim Stand von 9:0 für Raed Ibrahim Saleh eingewechselt, erzielte in der verbliebenen Spielzeit noch vier der folgenden fünf Tore. Über weitere Qualifikations- und Freundschaftsspiele kam er dann auch in den Kader bei der Asienmeisterschaft 2019, wo er auch in jeder Partie der Mannschaft zum Einsatz kam.
Nach einer Pause kam er zuletzt noch in Partien der Qualifikation für die Weltmeisterschaft 2022 sowie beim FIFA-Arabien-Pokal 2021 zum Einsatz.